# عمل الأطفال في الهند
درس بيجري ومهروترا عوامل الاقتصاد الكلي التي دعمت عمل الأطفال، ركزو دراستهم على خمسة من الدول الآسيوية تتضمن الهند و باكستان وأندونيسيا وتايلاند والفلبين وأشارو أن عمل الأطفال هو مشكلة خطيرة في جميع الدول الخمس ولكنها لا تعد مشكلة جديدة. مسببات الاقتصاد الكلي دعمت انتشار عمل الأطفال في أنحاء العالم على مدى تاريخ البشرية. لقد أشارو إلى أن مسببات عمل الأطفال تتضمن العرض والطلب. بينما الفقر وعدم وجود مدارس جيدة توضح عمل الأطفال من جانب العرض، لقد أشارو أن نمو انخفاض دفع الاقتصاد غير الرسمي بدلا من ارتفاع دفع الاقتصاد الرسمي - الذي يسمى الاقتصاد المنظم في الهند - هو في وسط مسببات جانب الطلب. لدى الهند قوانين عمل صارمة وكثير من القوانين التي تمنع نمو القطاع المنظم حيث حماية العمل هي أسهل للمراقبة والعمل يكون أكثر إنتاجية وأعلى دفع. إن التأثير غير المقصود في قوانين العمل المعقدة في الهند هو أن العمل انتقل إلى قطاع غير منظم وغير رسمي، أما الناتج، بعد قطاع الزراعة غير المنظم والذي يشغل 60% من عمل الأطفال، فهو التجارة غير المنظمة والجمعية غير المنظمة وعمل التجزئة غير المنظم هي التي تشكل التشغيل الأكبر لعمل الأطفال. إذا كانت عوامل وقوانين الاقتصاد الكلي تمنع نمو القطاع الرسمي، فإن القطاع غير الرسمي التابع للعائلة ينمو، نتيجة نشر تكاليف منخفضة وسهولة التوظيف ومن السهل رفض العمل في أنواع عمل الأطفال. قال بيجري ومهروترا أنه حتى في حالة ذهاب الأطفال إلى المدرسة فإنهم يتعرضون إلى روتين بعد -دراسة المنزل- على اساس التصنيع والنشاطات الاقتصادية. و أيضا هناك علماء آخرون اقترحوا أن صلابة وهيكل سوق العمل في الهند وحجم الاقتصاد غير الرسمي وعدم قدرة الصناعات لرفع الأسعار وعدم وجود صناعة حديثة للتكنولوجيا هي عوامل كبيرة من الاقتصاد الكلي التي تؤثر على الطلب والقبول لعمل الأطفال.
تقترح الحكومة تخطيط وتنفيذ برامج إعادة توزيع الأراضي في الهند حيث أن العائلات الفقيرة أعطيت قطع أراضي صغيرة مع فكرة تمكين الاستقلال الاقتصادي ولم يكن هناك أي أثر مقصود لزيادة عمل الأطفال. لقد وجدوا أن مالكي القطع الصغيرة من الأراضي يؤدون عمل مكثف في الزراعة بما أن القطع الصغيرة لا تستطيع تحمل معدات زراعة غالية الثمن. في هذه الحالات هناك وسائل لزيادة الإخراج من الأراضي الصغيرة منها تطبيق المزيد من العمل ويتضمن ذلك عمل الأطفال.

## استعباد الأطفال في العمل في الهند
استعباد الأطفال في العمل هو النظام الإجباري أو الإجباري جزئيا للعمل الذي يكون فيه الطفل أو عادة والدين الطفل يعقدون اتفاق لفظي أو كتابي مع الدائن. يعمل الطفل كسداد للدين، وفي تقرير لمنظمة العمل الدولية سنة 2005 عبودية الدين في الهند ظهرت خلال الفترة الاستعمارية في مقصد الحصول على عمل رخيص وموثوق، ومع تنفيذ علاقات القروض وإيجار الأراضي خلال ذلك العصر في تاريخ الهند. تسمى هذه عادة نظام حالي أو حلوة أو جيورا، وعن طريق الإدارة الاستعمارية نظام تعاقد العمالة. شملت هذه الأنظمة نظام استعباد الأطفال في العمل. و مع مرور الوقت ادعى تقرير منظمة العمل الدولية أن هذه الأشكال من العلاقات طويلة المدى قد تم رفضها.
في عام 1977 تجاوزت الهند القانون الذي يحضر حث أو استخدام استعباد العمل من قبل أي شخص ولأي شخص بما فيهم الأطفال . تستمر الأدلة على استمرار استعباد الأطفال في العمل، وذكر في التقرير الذي كتبه المقرر الخاص للجنة الوطنية لحقوق الإنسان في الهند أن هناك اكتشاف ل 53 طفل عامل في ولاية تاميل نادو خلال تفتيش مفاجئ في عام 1996. كل طفل أو ولي أمر الطفل قد تقاضا 10,0000 إلى 25,0000 مسبقا. أجبر الأطفال على العمل لمدة 12 إلى 14 ساعة في اليوم وقد تقاضواRs2 إلى Rs 3 كأجر يومي. وبحسب ما ذكره تقرير لمنظمة العمل الدولية أن مدى استمرارية استعباد الأطفال في العمل من الصعب تحديده ولكن التقديرات من مجموعات الناشطين السابقة يصل مداه إلى 350,000 في عام 2001.
وعلى الرغم من قانونها، النيابة العامة في الهند نادرا ما تستخدم نظام الاستعباد في العمل(الإبطال 
) قانون سنة 1976 هو محاكمة الأشخاص المسؤولين . و وفقا لما ذكرة تقرير واحد أن النيابة العامة ليس لديها أي توجيه من الحكومة المركزية عن أنه إذا تم العثور على طفل يتقاضى أجرا، يجب محاكمة القضية ليس فقط في قانون الحد الأدنى لأجور العمل 1948 و قانون عمل الأطفال ( الحظر والتنظيم) 1986 بل يجب أن تتضمن المقاضاة في قانون استعباد العمل في الهند. و قليل من تنفيذ القوانين قد سببت تأثيرات غير مقصودة. بينما كان هناك انخفاض في اعداد الأطفال الذين يعملون في المصانع بسبب التنفيذ ولجنة الحذر في المجتمع، يذكر التقرير أن الفقر لا يزال يجبر الأطفال والعائلات الفقيرة على العمل. يقرض المصنع مال إلى الناس الذين يحتاجون ويضع نول في بيوتهم، ثم يعمل العائلات الذين لديهم أطفال خارج منازلهم يأخذون المنتج النهائي لدفع الفائدة وأخذ بعض الأجور. الأطفال المستعبدين والعائلات العاملة انتقلوا من المصانع المدنية الصغيرة إلى منازل ريفية.

## عواقب عمل الأطفال

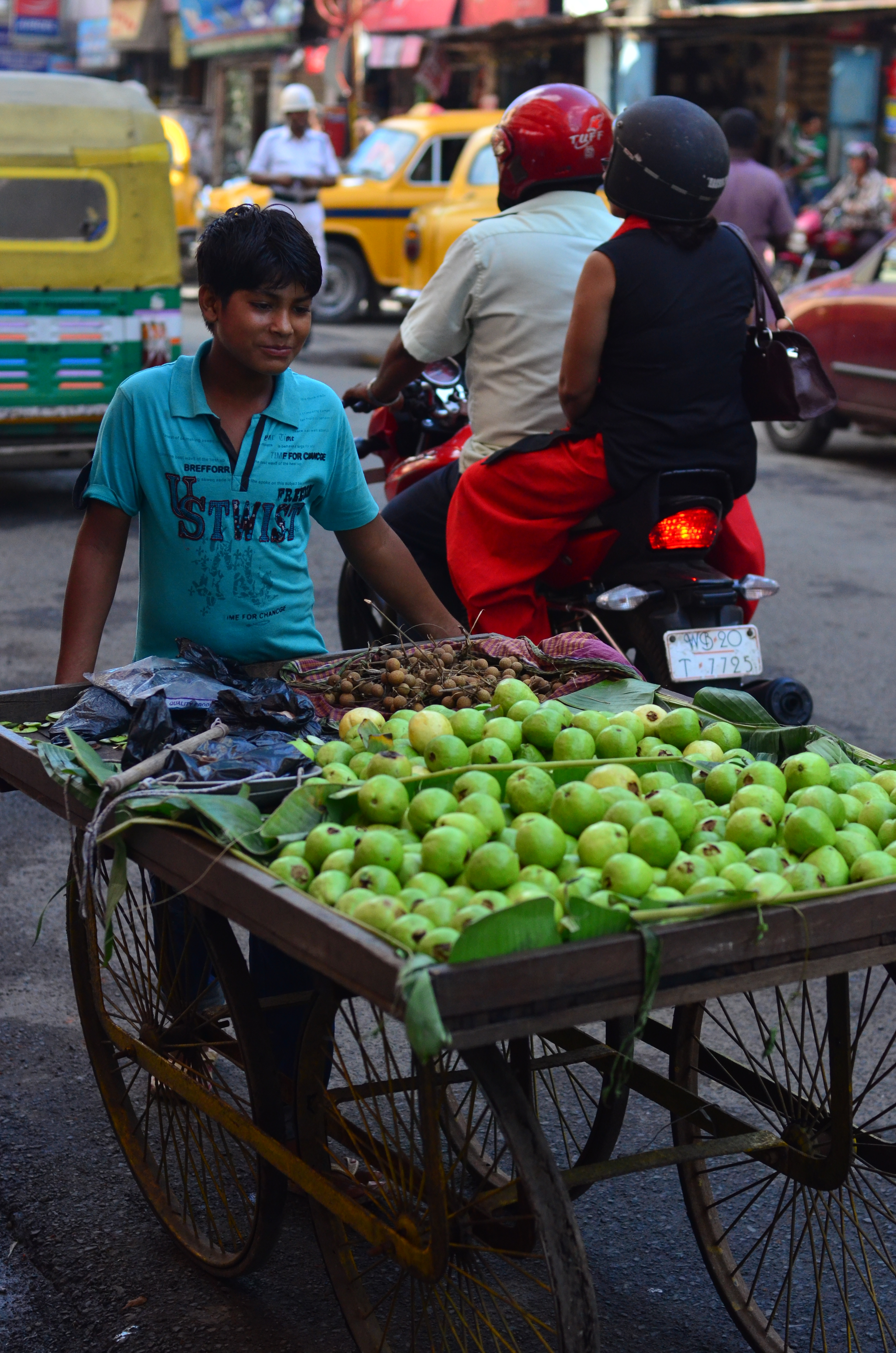
بائع فاكهة صغير في أزقة كولكاتا

وجود عدد كبير من الأطفال العاملين يعتبر مشكلة خطيرة من ناحية الفائدة الاقتصادية، يفشل الأطفال الذين يعملون في الحصول على التعليم اللازم، ولا يحصلون على الفرصة للتطور بدنيا وفكريا وعاطفيا ونفسيا، من ناحية الحالة البدنية للأطفال فهم غير قادرين على العمل الطويل لأنهم ينهكون أسرع من الأشخاص البالغين وهذا يقلل من الحالة الجسدية لديهم ويجعلهم معرضين أكثر للأمراض حتى أن الأطفال في حالة الأعمال الخطيرة يكونون أسوء، الأطفال الذين يعملون بدلا من الذهاب إلى المدرسة سيظلون أميون مما يقيد قدرتهم على المساهمة لأنفسهم ولمجتمعهم الذي يعيشون فيه، عمل الأطفال له أثار سلبية طويلة المدى على الهند .
للحفاظ على الاقتصاد المزدهر، المعيار الحيوي هو الحصول على قوى عاملة متعلمة لديها مهارات تناسب احتياجات الصناعات . الأطفال الذين يعملون اليوم سيصبحوا جزء من رأس المال البشري في الهند، بلا شك سيتسبب عمل الأطفال بمفاضلة مع تراكم رأس المال .
يعمل غالبية الأطفال في الهند (70%) في الزراعة ، و البعض في قطاعات كثيفة ومنخفضة المهارة مثل حياكة الساري أو مثل خدمة المنازل، وهذا لا يتطلب تعليم رسمي ولا تدريب، ولكن البعض يعملون في صناعات ثقيلة مثل تعدين الفحم .
و بحسب ما ورد عن منظمة العمل الدولية هناك فوائد اقتصادية هائلة لتطوير الدول عن طريق إرسال الأطفال إلى المدارس بدلا من إرسالهم إلى العمل، من دون تعليم لن يحصل الأطفال على المهارات الضرورية مثل القراءة والكتابة باللغة الإنجليزية و الكفاءة التقنية التي سترفع إنتاجيتهم ليتمكنوا من تأمين وظائف أفضل بأجور أعلى ليتمكنوا من الابتعاد عن الفقر .

## صناعة الألماس
في سنة 1999 نشرت منظمة العمل الدولية بيان مع التحالف العالمي للعاملين في مجال الماس وهو نقابة عمال، ادعى بيان منظمة العمل الدولية أن عمل الأطفال منتشر في صناعة الماس في الهند، لاحظ الاتحاد الدولي لنقابات العمال الحرة في بيان صحفي منفصل في عام 1997 أن عمل الأطفال استمر في الازدهار في صناعة الماس في الهند، لم يوافق الجميع على هذه الادعاءات، أقرت جمعية عمالة الماس جنوب جوجارات وهي نقابة عمال أخرى أن عمل الأطفال موجود ولكنه غير منظم وهو أقل من 1% وضد قواعد الصناعة المحلية، وقلل رجال أعمال صناعة الماس المحلية من أهمية هذه التهم.
و بحسب ما ورد عن صحيفة منظمة العمل الدولية عام 1999 أن الهند تقص وتلمع 70 بالمئة من الماس في العالم سنويا عبر الوزن أو 40 بالمئة عبر القيمة. بالإضافة إلى أن الهند تساهم في 95 بالمئة من الزمرد و 85 بالمئة من الياقوت و 65 بالمئة من الصفير في جميع أنحاء العالم تعالج الهند هذه الماسات و الأحجار الكريمة باستخدام أساليب تقليدية كثيفة العمالة . هناك 1.5 مليون شخص يعملون في صناعة الماس والأغلب في القطاع الغير منتظم، الصناعة مقسمة إلى وحدات صغيرة توظف كل منها قليل من العمال، هذه الصناعة لم ترتقي وتنظم ويوجد نقص كبير في معدات التشغيل، وأدعت صحيفة منظمة العمل الدولية أن هذا لتجنب التعقيدات في نظام العمل في الهند . تم تقسيم أمر التصدير، العمل هو مقاولة فرعية عن طريق وسطاء، وكثير من العاملين لا يعرفون اسم الشركة مع نظام التصدير . ادعى تقرير منظمة العمل الدولية أن في هذه البيئة لا يعرف العدد المحدد للأطفال العاملين في صناعة الماس والأحجار الكريمة في الهند، واستنتجوا أن الأطفال العاملين في سنة 1997 كانوا ما بين 10,000 إلى 20,000 من أصل مجموع 1.5 مليون عاملون (تقريبا شخص واحد من 100 شخص). ادعى تقرير منظمة العمل الدولية أن أسباب عمل الأطفال تتضمن الآباء الذين أرسلوا أطفالهم للعمل لأنهم يعتبرون التعليم مكلف وأن جودة التعليم لا تقدم أي قيمة حقيقية، بينما عمل الحرفية في صناعة الماس والأحجار مربحة أكثر للطفل وهو يكبر.
أجريت دراسة حديثة عام 2005 على وحدات التصنيع في 21 موقع مختلف في صناعة الماس والأحجار في الهند وادعت أن معدلات حوادث عمل الأطفال قد انخفضت إلى 0.31%.

## تصنيع الألعاب النارية
تقع مدينة سيفساكي التي في جنوب الهند وتعرف بصناعات الألعاب النارية و أعواد الثقاب وقد بُلّغت أن توظف الأطفال لإنتاج الألعاب النارية، في سنة 2001 في مدينة سيفاسكي في تاميل نادو كان هناك أكثر من 9,500 مصانع للألعاب النارية التي تصنع تقريبا 100 بالمائة من مجموع ناتج الألعاب النارية في الهند، حيث شغلت صناعة الألعاب النارية ما يقارب 150.000 شخص بمتوسط 15 عامل في كل مصنع وكان الغالبية في القطاعات غير الرسمية، والقليل كان في شركات مسجلة ومنظمة.
ذكرت شوب باردواج في سنة 1989 أن عمل الأطفال موجود في صناعة الهند للألعاب النارية وأن إجراءات السلامة ضعيفة جدا، حيث ينتشر عمل الأطفال في عمل الورش في القطاع غير المنتظم وكان هناك 4 شركات فقط ارتقت وكانت في القطاع المنتظم بما يزيد عن 250 عامل، أما الشركات الأكبر لم تكن تشغل الأطفال وكان لديها إجراءات وموارد سلامة ممتازة، ويعاني الأطفال العاملين في قطاعات صغيرة وغير منظمة من ساعات طويلة في العمل وأجور منخفضة وظروف غير آمنة وجداول متعبة.
وفي تقرير حديث في سنة 2002 من منظمة العمل الدولية ذكر أن عمل الأطفال في صناعة الألعاب النارية وأعواد الثقاب والبخور في تاميل نادو ذو أهمية، ومع ذلك لا يعمل هؤلاء الأطفال في القطاع الرسمي وفي مؤسسات الشركات التي تنتج في التصدير، وعادة ما يستغل الطفل العامل في الصناعة لانتاج سلاسل التوريد للسوق المحلية للألعاب النارية وأعواد الثقاب والبخور، ويذكر تقرير منظمة العمل الدولية أن الطلب على هذه المنتجات قد ازداد وأن الاقتصاد الرسمي وإنشاء الشركات لم تتوسع لتلبية الطلب بل أن عمليات الإنتاج من المنزل قد انتشرت وهذا قد زاد من إمكانية استغلال عمل الأطفال، وأشارت منظمة العمل الدولية أن مثل هذه العمليات المخفية تصعب البحث من الإجراءات الفعالة.

## صناعة الحرير
ذكر تقرير منظمة حقوق الإنسان في سنة 2003 أن الأطفال الذين تبلغ أعمارهم 5 سنوات يعملون حتى 12 ساعة في اليوم وستة أو سبعة أيام في الأسبوع في صناعة الحرير، ويشير إلى أن هؤلاء الأطفال مستعبدون في العمل، على الرغم من أن حكومة الهند ترفض الاعتراف بوجود استعباد للأطفال في العمل، فإنه من السهل إيجاد الأطفال في صناعة الحرير في كارنتاكا وتاميل نادو، ويشير إلى أن الأطفال مجبورون على العمل الصعب وغالبا ما يدفعون أقل من Rs10 في اليوم.
في عام 2010 ذكر تقرير استقصائي في صحيفة ألمانية أن في الولايات مثل ولاية كارنتاكا أن المنظمات غير الحكومية قد وجدت ما يصل إلى 10,000 طفل يعمل في 1000 مصنع للحرير في سنة 1998، بينما في أماكن أخرى آلاف الأطفال المستعبدين في العمل كانوا موجودين في سنة 1994 ولكن اليوم بعد تدخل اليونيسف والمنظمات غير الحكومية فإن عمل الأطفال قد قل جذريا بمجموع يقدر بأقل من ألف طفل عامل، وأشار التقرير إلى أن الأطفال المعفون من العمل قد عادوا إلى المدارس.

## نسج السجاد
وجد سيدارثا كارا أن 20% من صناعة السجاد في الهند قد تتضمن عمل الأطفال، ويلاحظ «تحديد مدى توريد السجاد المصنوع يدويا من الهند إلى الولايات المتحدة الأمريكية هو تالف بسبب العبودية وعمل الأطفال يتطلب ممارسة إضافية تقفي أثر التوريد» ، و يشير كارا والزملاء أن أعلى المستويات لعمل الأطفال هي في المجتمعات المسلمة في صناعة السجاد، ووجود الديون واستعباد الأطفال في العمل في قرى مسلمة .

## العمالة المنزلية
هناك تقديرات رسمية بأن عدد عمل الأطفال كعمالة منزلية وفي المطاعم يتجاوز 2,500,000 بينما تقدر المنظمات غير الحكومية بعدد يقارب 20 مليون، وسعت حكومة الهند تغطية قانون ونظام حظر عمل الأطفال وحظرت توظيف الأطفال كعمالة منزلية وكعمالة في المطاعم والفنادق والمنتجعات الصحية والملاجئ اعتبارا من 10 أكتوبر 2006 .

## استخراج المعادن
على الرغم من القوانين التي سنت في عام 1952 ، حظر توظيف الأشخاص الذين تبلغ أعمارهم أقل من 18 سنة في مناجم الفحم البدائية، أكتشف عمل الأطفال في ميغالايا و ظهر عن طريق وسائل الإعلام الدولية في سنة 2013 .محاجر الجرانيت هي منطقة مرتبطة تعرف بأنها مريبة.

## مبادرات مكافحة عمل الأطفال
في عام 1979 شكلت حكومة الهند لجنة جوروباداسوامي للتحري عن عمل الأطفال بقصد معالجة هذه المشكلة، سن قانون ونظام حظر عمل الأطفال على أساس توصيات اللجنة في سنة 1986، وضعت سياسة وطنية لعمل الأطفال للتركيز على تأهيل الأطفال الذين يعملون في مهن خطرة ونفذت وزارة العمل والتوظيف ما يقارب 100 مشاريع وطنية في صناعة محددة لعمل الأطفال لتأهيل الأطفال العاملين منذ سنة 1988 .